# Spongia officinalis
Spongia officinalis är en svampdjursart som beskrevs av Carl von Linné 1759. Spongia officinalis ingår i släktet Spongia och familjen Spongiidae.

## Underarter
Arten delas in i följande underarter:
- S. o. irregularis
- S. o. exigua

## Bildgalleri

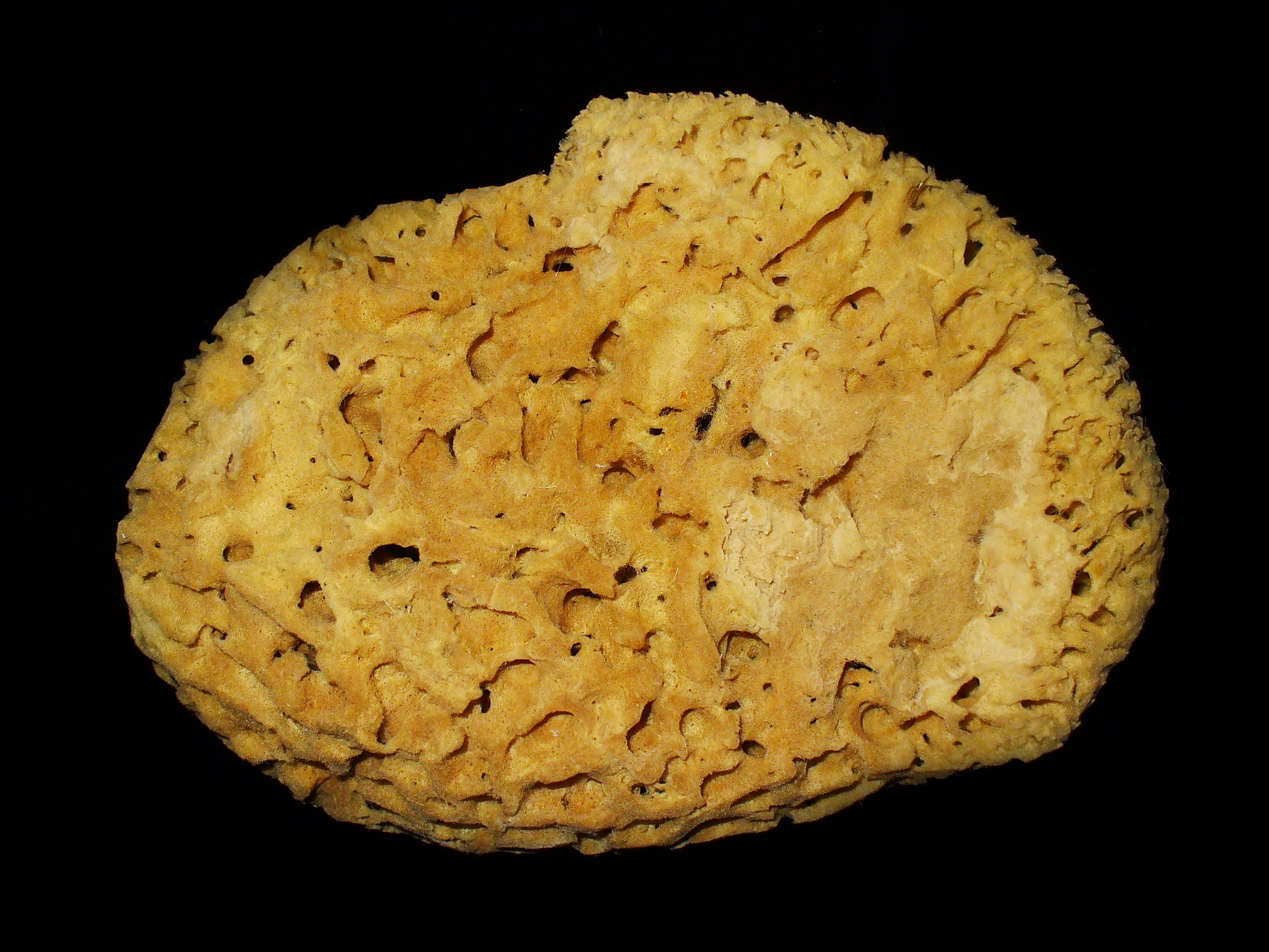